# كريس كوكي
كريس كوكي (بالإنجليزية: Chris Cooke)‏ (30 مايو 1986 في جنوب أفريقيا - ) هو لاعب كريكت جنوب أفريقي. لعب مع نادي مقاطعة غلاموركن للكريكت ‏.

## وصلات خارجية
- كريس كوكي على موقع إي آس بي آن كريك إنفو (الإنجليزية)